# Karl 2. af Navarra
Karl 2. (født 10. oktober 1332, død 1. januar 1387), kaldet Karl den Onde, var konge af Navarra 1349–1387 og greve af Évreux 1343–1387.
Foruden Kongeriget Navarra ved Pyrenæerne havde han omfattende landområder i Normandiet, arvet efter sin far, grev Filip af Évreux, og sin mor, dronning Johanne 2. af Navarra, som havde modtaget dem som kompensation for at frasige sit krav på Kongeriget Frankrig og grevskaberne Champagne og Brie i 1328. I det nordlige Frankrig kontrollerede Karl således Évreux, Mortain, dele af Vexin og en del af Cotentin. Han var en vigtig spiller i en kritisk fase af Hundredårskrigen mellem Frankrig og England og skiftede gentagne gange side for at føre sin egen dagsorden. Hans rædselsvækkende død ved at brænde ihjel blev betragtet som Guds retfærdige straf over ham.

## Liv

### Tidlige liv
Karl blev født i Évreux den 10. oktober 1332. Da hans far var fætter til kong Filip 6. af Frankrig, og hans mor, Johanne 2. af Navarra, var kong Ludvig 10.'s eneste barn, havde Karl af Navarra et stærkt arvekrav til den franske trone på begge forældres side, noget som han kunne lide at påpege, men det lykkedes ham kun at modtage en mindsket arv i forhold til hans franske landområder. Karl voksede op i Frankrig, indtil han blev erklæret for konge i en alder af 17 år, så han havde sandsynligvis ikke noget stort kendskab til Navarras romanske sprog, da han blev kronet.
I oktober 1349 overtog han Navarras trone. For at kunne aflægge sin kroningsed og blive salvet besøgte Karl 2. sit rige i sommeren 1350. For første gang blev eden aflagt på et andet sprog end latin eller occitansk, som det var sædvanen, dvs. navarro-aragonesisk. Bortset fra korte besøg i de første 12 år af sin regeringsperiode, tilbragte han næsten udelukkende sin tid i Frankrig. Han betragtede Navarra primært som en kilde til mandkraft, som kunne bruges i hans mål om at blive en mand med stor magt i Frankrig. Han håbede i lang tid på anerkendelse af hans krav på Frankrigs krone (som arving til Filip 4. af Frankrig gennem sin mor og Huset Capet gennem sin far). Han var imidlertid ikke i stand til at fravriste tronen fra sine Valois-fætre, som havde et stærkere arvekrav ud fra førstefødselsretten.

### Mordet på Charles de la Cerda og forholdet til Johan 2. (1351-1356)
Karl 2. tjente som kongelig løjtnant i Languedoc i 1351 og anførte hæren, der erobrede Port-Sainte-Marie på Garonne i 1352. Samme år giftede han sig med Johanne af Valois, datter af kong Johan 2. af Frankrig. Han blev snart jaloux på Charles de La Cerda, Connétable de France, som skulle modtage lenet Angoulême. Karl af Navarra følte, at han havde ret til disse områder, da de havde tilhørt hans mor, dronningen af Navarra, men de var blevet taget fra hende af de franske konger for en ussel sum i kompensation.
Efter et offentligt skænderi med Charles de la Cerda i Paris i julen 1353 arrangerede Karl mordet på connétablen, der fandt sted i landsbyen l'Aigle den januar 1354, og som blev ført an af hans bror Filip, greve af Longueville. Karl gjorde intet forsøg på at skjule sin meddelagtighed i mordet, og få dage efter smedede han rænker med englænderne for militær støtte mod sin svigerfar Kong Johan 2., hvis favorit connétablen havde været. Johan 2. forberedte et angreb på sin svigersøns territorier, men Karls alliancetilnærmelser med kong Edvard 3. af England førte til, at Johan i stedet indgik fred med kongen af Navarra ved Mantes-traktaten af 22. februar 1354, hvorved Karl fik udvidet sine besiddelser og blev på papiret forsonet med Johan 2. Englænderne, der havde forberedt sig på at invadere Frankrig i et fælles felttog med Karl mod franskmændene, mente at være blevet ført bag lyset. Det blev ikke sidste gang, at Karl brugte truslen om en engelsk alliance til at opnå indrømmelser fra den franske konge.
Forholdet mellem Karl og Johan 2. forværredes på ny, og Johan invaderede Karls territorier i Normandiet i slutningen af 1354, mens Karl smedede rænker med Edvard 3.'s udsending, Henrik af Grosmont, 1. hertug af Lancaster, ved de frugtesløse fredsforhandlinger mellem England og Frankrig, der blev afholdt i Avignon hen over vinteren 1354-1355. Endnu en gang skiftede Karl side. Truslen om en fornyet engelsk invasion tvang Johan 2. til at indgå en ny forsoningsaftale med ham, beseglet ved Valognes-traktaten den 10. september 1355.
Også denne aftale kom ikke til at vare ved. Karl blev ven med Dauphinen, som han angiveligt forsøgte at påvirke, og han var tilsyneladende involveret i et forkludret statskup i december 1355, hvis formål så ud til at have været at erstatte Johan 2. med Dauphinen. Johan løste sagen ved at gøre sin søn til Hertug af Normandiet, men Karl af Navarra fortsatte med at rådgive Dauphinen, om hvordan han skulle styre denne provins.
Der spredtes også fortsat rygter om hans sammensværgelser mod kongen, og den 5. april 1356 brasede Johan 2. og en gruppe støtter uanmeldt ind i Dauphinens borg i Rouen, arresterede Karl af Navarra og fængslede ham. Fire af hans vigtigste støtter (hvoraf to havde taget del i mordet på Charles de la Cerda) blev halshugget og deres kroppe hængt ned i kæder. Karl blev ført til Paris og derefter flyttet fra fængsel til fængsel for større sikkerhed.

### Karl mod Dauphinen (1356-1358)
Karl forblev i fangenskab, efter at Johan 2. var blevet besejret og taget til fange af englænderne i slaget ved Poitiers. Men mange af hans støtter var aktive i Stænderforsamlingen, som forsøgte at styre og reformere Frankrig i det magtvakuum, der blevet skabt af kongens fængsling, mens anarki herskede i store dele af landet. De lagde konstant pres på Dauphinen for at løslade Karl. I mellemtiden havde hans bror Filip valgt at slutte sig til den invaderende engelske hær under hertugen af Lancaster og tog del krigen mod Dauphinens styrker i hele Normandiet. Endeligt den 9. november 1357 blev Karl befriet fra sit fængsel på slottet Arleux af en gruppe på 30 mand fra Amiens under ledelse af Jean de Picquigny. Han blev mødt som en helt, da han gjorde sit indtog i Amiens, og han blev af Stænderforsamlingen opfordret til at komme ind til Paris, hvilket han gjorde med et stort følge og blev modtaget som en nyligt kronet monark.
Han talte til befolkningen den 30. november og lyttede til klagerne over dem, der havde fængslet ham. Étienne Marcel førte et "krav om retfærdighed for kongen af Navarra", som Dauphinen ikke var i stand til at modstå. Karl krævede en erstatning for alle skader, der blev gjort på hans territorier, mens han var fængslet, benådning for alle hans egne og hans støtters forbrydelser, samt ærefulde begravelser for de af hans støtter, der var blev henrettet af Johan 2. i Rouen. Han krævede også Dauphinens eget hertugdømme Normandiet og grevskabet Champagne, hvilket ville have gjort ham til den reelle hersker over det nordlige Frankrig.
Dauphinen var næsten magtesløs, men han og Karl var stadig i forhandlinger, da nyheden nåede frem til dem, at Edvard 3, og Johan 2. havde indgået en fredsaftale i Windsor. Da han vidste, at dette overhovedet ikke kunne være til hans fordel, sørgede Karl for at åbne alle fængsler i Paris for at skabe anarki og forlod Paris for at opbygge sin styrke i Normandiet. I hans fravær forsøgte Dauphinen at samle en egen militærstyrke, men Karl gav i mellemtiden sine henrettede støtter en højtidelig statsbegravelse i Rouens katedral den 10. januar 1358 og erklærede formelt borgerkrig, idet han anførte en kombineret anglo-navarrisk styrke mod Dauphins garnisoner.

### Karl, Paris Revolutionen og Jacqueriet (1358)
I mellemtiden rasede revolutionen i Paris. Den 22. februar blev Dauphinens øverste militærofficerer, marskallerne Jean de Conflans og Robert, greve af Clermont myrdet foran hans øjne af en pøbel under ledelse af Etienne Marcel, der gjorde Dauphinen til en reel fange og inviterede Karl af Navarra til at vende tilbage til byen, og det gjorde han den 26. februar med et stort væbnet følge. Dauphinen blev tvunget til at acceptere mange af Karls territoriale krav og lovede at finansiere en stående hær på 1.000 mand til Karls personlige brug. Imidlertid forhindrede sygdom Karl i at ledsage Dauphinen til møder, der var blevet indkaldt af adelen i Senlis og Provins, og Dauphinen var således i stand til at undslippe hans parisiske og navarriske vagter og indlede et felttog fra øst mod Karl og det revolutionære Paris.
Etienne Marcel bad indtrængende Karl om at gå i forbøn hos Dauphinen, men han opnåede intet, og landet omkring Paris begyndte at blive plyndret både af Karls styrker og af Dauphinens. I de sidste dage af maj udbrød bondeoprøret i Jacqueriet nord for Paris som et spontant udtryk af had til adelen, der havde bragt Frankrig så dybt ned. Etienne Marcel erklærede offentligt Paris' støtte til Jacqueriet. Uden at være i stand til at opnå hjælp fra Dauphinen anmodede ridderne i det nordlige Frankrig Karl af Navarra om at lede dem mod bønderne.
Selvom han var allieret med pariserne, støttede Karl på ingen måde bondestanden og mente, at Marcel havde begået en fatal fejl. Han kunne ikke modstå chancen for at optræde som leder af det franske aristokrati og ledte undertrykkelsen af Jacqueriet i slaget ved Mello den 10. juni 1358 og de efterfølgende massakrer på oprørerne. Derefter vendte han tilbage til Paris og gjorde et åbent forsøg på at opnå magt og opfordrede befolkningen til at vælge ham som Paris' kaptajn.
Dette forsøg resulterede i at Karl mistede støtten fra mange af de adelige, der havde støttet ham mod Jacqueriet, og de begyndte at forlade ham til fordel for Dauphinen, mens han rekrutterede soldater, hovedsageligt engelske lejesoldater, til "forsvaret" af Paris, skønt hans mænd havde taget opstilling uden for byen, og plyndrede og hærgede vidt og bredt. Da han indså, at Dauphinens styrker var meget stærkere end hans egne, indledte Karl forhandlinger med Dauphinen, der gav ham betydelige tilbud på kontanter og jord, hvis han kunne få pariserne til at overgive sig. De stolede imidlertid ikke på denne aftale mellem prinserne og afviste direkte vilkårene. Karl gik med til at kæmpe videre som deres kaptajn, men krævede, at hans tropper blev indkvarteret i byen.
Inden længe var der anti-engelske oprør i byen, og Karl blev sammen med Etienne Marcel tvunget af folkemængden til at føre dem mod de plyndrende garnisoner nord og vest for byen - mod hans egne mænd. Han førte dem (uden tvivl bevidst) ind i et engelsk baghold i skoven nær broen til Saint-Cloud og omkring 600 pariserne blev dræbt.

### Karl kapitulerer (1359–60)
Efter dette sammenbrud holdt Karl sig uden for Paris i St. Denis-klostret og overlod byen til sin skæbne, mens revolutionen døde ud, Etienne Marcel blev dræbt, og Dauphinen genvandt kontrollen over Paris. I mellemtiden indledte han forhandlinger med den engelske konge og foreslog, at Edvard 3. og han skulle dele Frankrig mellem sig. Hvis Edvard ville invadere Frankrig og hjælpe ham med at besejre Dauphinen, ville han anerkende Edvard som Frankrigs konge og hylde ham for territorierne Normandiet, Pikardiet, Champagne og Brie. Men den engelske konge stolede ikke længere på Karl, og både han og den fængslede Johan 2. betragtede ham som en hindring for fred. Den 24. marts 1359 indgik Edvard og Johan en ny traktat i London, hvorved Johan ville blive frigivet tilbage til Frankrig mod betaling af en enorm løsesum og ville overgive store franske landområder, herunder alle Karl af Navarras franske besiddelser, til Edvard 3. Medmindre Karl underkastede sig og accepterede en passende (udefineret) erstatning andetsteds, ville kongerne af England og Frankrig i fællesskab føre krig mod ham. Stænderforsamlingen nægtede dog at acceptere traktaten og opfordrede Dauphinen til at fortsætte krigen. På dette tidspunkt mistede Edward 3. tålmodigheden og besluttede at invadere Frankrig selv. Karl af Navarras militære position i Nordfrankrig var forværret under angreb fra Dauphinens styrker gennem hele foråret, og med nyheden om Edvards forestående invasion besluttede Karl at han ville bilægge striden med Dauphinen. Efter langvarige forhandlinger mødtes de to ledere nær Pontoise den 19. august 1359. Den følgende dag frasagde Karl af Navarra offentligt alle sine krav på territorium og penge, idet han sagde, at han ikke ville have mere end det, han havde i begyndelsen af fjendskabet, og 'ønskede ikke andet end at gøre sin pligt over for sit land'. Det er uvist, om han var blevet påvirket af patriotisme i lyset af en forestående engelsk invasion eller havde besluttet at vinde sig tid, indtil han fandt et mere gunstigt tidspunkt for at forny sit felttog. Efter Edvards felttogs relative fiasko hen over vinteren 1359–60 (Dauphinen inviterede ikke til kamp og fulgte en "den brændte jords"-politik, hvor befolkningen søgte beskyttelse i de befæstede byer, mens englænderne døjede med frygteligt vejr), blev en endelig fredstraktat aftalt mellem Edvard 3. og Johan 2. i Brétigny, mens Johan 2. indgik en separat fred med Karl af Navarra i Calais. Karl blev tilgivet sine forbrydelser mod Frankrig og fik alle sine rettigheder og ejendomme tilbage, og 300 af hans støtter modtog en kongelig benådning. Til gengæld fornyede han sin hyldest til den franske krone og lovede at hjælpe med at rydde de franske provinser for de hærgende kontigenter af anglo-navarriske lejesoldater, som han i mange tilfælde selv havde været ansvarlig for at slippe løs i første omgang.

### Den burgundiske arv og tabet af Normandiet (1361–1365)
I 1361 gjorde Karl efter sin grandfætter Filip 1., hertug af Burgunds, tidlige død uden arvinger krav på hertugdømmet Burgund på grundlag af førstefødselsretten. Han var barnebarn af Margrete af Burgund, ældste datter af Robert 2., hertug af Burgund (død 1306). Hertugdømmet blev dog overtaget af Kong Johan 2., der var søn af Johanne af Burgund, anden datter af hertug Robert 2., der baserede sig på nærheden af blodets bånd, og sørgede for, at det efter hans død ville overgå til hans yndlingssøn Filip den Dristige.
Hvis han var blevet hertug af Burgund, havde Karl fået den centrale position i fransk politik, som han altid havde ønsket sig, og den bratte afvisning af hans krav fremprovokerede en ny bitterhed. Efter et mislykket forsøg på at vinde paven for sin sag, vendte Karl tilbage til sit kongerige Navarra i november 1361. Han lagde snart igen planer for at blive en magtfaktor i Frankrig. Hans støtters planlagte oprør i Normandiet i maj 1362 var en nedslående fiasko, men i 1363 udviklede han en ambitiøs plan om at danne to hære i 1364, hvor den ene ville stå til søs til Normandiet og den anden under hans bror Ludvig ville gå sammen med de gascognere, der opererede sammen med lejetropper i Mellemfrankrig og invadere Burgund, og således true den franske konge fra begge sider af hans rige. I januar 1364 mødte Karl Edvard, den sorte prins i Agen for at forhandle om hans troppes passage gennem det engelskkontrollerede hertugdømme Aquitanien, hvilket prinsen accepterede måske på grund af hans venskab med Karls nye militære rådgiver Jean III de Grailly, Captal de Buch, der var forlovet med Karl søster og skulle føre sin hær til Normandiet. I marts 1364 gik Captal mod Normandiet for at sikre Karls domæner.
Johan 2. af Frankrig var vendt tilbage til London for at forhandle med Edvard 3., og Frankrigs forsvar var endnu engang i Dauphinens hænder. Der var allerede en kongelig hær i Normandiet, der belejrede byen Rolleboise, nominelt kommanderet af greven af Auxerre, men faktisk ledt af Bertrand du Guesclin. Karls plan var vel kendt på forhånd, og i begyndelsen af april 1364 erobrede denne styrke mange af Karls resterende fæstninger, inden Captal de Buch kunne nå Normandiet. Da han ankom, begyndte han at koncentrere sine styrker omkring Évreux, som stadig holdt ud for Karl. Han ledte derefter sin hær mod de kongelige styrker mod øst. Den 16. maj 1364 blev han besejret af du Guesclin i slaget ved Cocherel. Johan 2. var død i England i april, og nyheden om Cocherels sejr nåede Dauphinen den 18. maj i Reims, hvor han den følgende dag blev kronet til Karl 5. af Frankrig. Han stadfæstede straks sin bror Filip som hertug af Burgund.
Uden at være afskrækket af dette rungende nederlag holdt Karl af Navarra fast i sin storslåede plan. I august 1364 indledte hans mænd et modangreb i Normandiet, mens en lille navarrisk hær under Rodrigo de Uriz sejlede fra Bayonne til Cherbourg. I mellemtiden førte Karls bror Ludvig af Navarra en hær forstærket af kontingenter af lejesoldater gennem engelske territorier og gennem Frankrig, hvor han undgik de franske kongelige styrker, der var blevet sendt for at standse den og ankom til Normandiet den 23. september. Efter at hørt om udfaldet af slaget ved Auray (29. september), der afsluttede den bretonske arvefølgekrig, opgav Louis sin plan om at invadere Burgund og søgte i stedet at genvinde Cotentin for Karl. I mellemtiden erobrede lejesoldaterne Anse ved den burgundiske grænse, men kun for at bruge den som et centrum for at hærge og plyndre vidt og bredt. De gjorde tydeligt ikke noget godt Karl af Navarras sag, og pave Urban 5. bandlyste deres leder. Selvom Karl tilbød Bernard-Aiz 5., Herre af Albret, enorme beløb for at overtage kommandoen over sine styrker omkring Burgund, indså han endeligt, at han ikke kunne sejre over kongen af Frankrig og i stedet måtte forhandle med ham. I maj 1365 accepterede han i Pamplona en traktat, hvorved der skulle være en generel amnesti for hans støtter, de jordiske rester af navarrere, der var blevet henrettet og udråbt som forrædere, skulle returneres til deres familier, fanger blev gensidigt løsladt uden løsepenge. Karl fik lov til at beholde sine erobringer fra 1364 bortset fra citadellet i Meulan, som skulle jævnes med jorden. Som erstatning modtog Karl Montpellier i Languedoc. Hans krav på Burgund skulle henvises til pavens beslutning. Paven udtalte sig faktisk ikke om sagen. Det var en skændig afslutning på Karls 15 år lange kamp for at skabe et stort territorium for sig selv og sin slægt i Frankrig. Herefter opholdt han sig hovedsageligt i sit kongerige.
I slutningen af 1365 ankom lederen af lejetropperne til Navarra for at kræve udbetalt det betydelige beløb, som Karl havde lovet ham i betaling for hans tjenester i Burgund, selvom han ikke havde opnået noget betydeligt. Karl var ikke glad for at se ham, modtog ham privat og forgiftede ham med en kandiseret pære.

### Karl og de spanske krige (1365–1368)
Krigens ophør i Frankrig efterlod et stort antal franske, engelske, gascognske og navarriske soldater og fribyttere på jagt efter ansættelse som lejesoldater, og mange af disse blev snart involveret i krigene mellem Kastilien og Aragonien, som begge grænsede op til Navarra. Karl forsøgte typisk at udnytte situationen ved at indgå aftaler med begge sider, der ville udvide hans territorium og lade Navarra være relativt urørt. Officielt var han allieret med Peter af Kastilien, men i slutningen af 1365 indgik han en hemmelig aftale med Peter 4. af Aragonien om at tillade den hærgende hær ledet af Bertrand du Guesclin og Hugh Calveley at invadere Kastilien gennem det sydlige Navarra for at afsætte Peter 1. og erstatte ham med hans halvbror Henrik af Trastámara. Derefter løb han fra sine aftaler med begge sider og forsøgte at holde Navarras grænser intakte, men var ikke i stand til det og betalte i stedet de invaderende en stor sum for at holde deres plyndring til et minimum.
Efter at Henrik af Trastámara med succes havde erobret Kastiliens trone, flygtede Peter 1. til den sorte prins' hof i Aquitanien, som begyndte at udtænke en plan for at genvinde sit kongerige ved at sende en hær over Pyrenæerne. I juli 1366 kom Karl selv til Bordeaux for at forhandle med Peter 1. og Den sorte prins og accepterede at holde bjergpassene i Navarra åbne for hærens passage. Som tak ville han blive belønnet med provinserne Guipúzcoa og Álava i Kastilien samt yderligere fæstninger og en stor kontant betaling. Så i december mødte han Henrik af Trastámara ved Navarras grænse og lovede i stedet at holde passene lukket, mod at få grænsebyen Logroño og flere kontanter. Da han hørte om dette, beordrede Den sorte prins Hugh Calveley til at invadere Navarra fra det nordlige Kastilien og sikre den oprindelige aftale. Karl kapitulerede straks og hævdede, at han aldrig havde været oprigtig i sin kontakt med Henrik, hvorpå han åbnede passene for prinsens hær. Karl ledsagede dem på deres rejse, men ville ikke personligt deltage i felttoget og fik Olivier de Mauny til at arrangere et bagholdsangreb, hvor Karl blev 'fanget' og blev holdt, indtil generobringen af Kastilien var ovre. Finten var så gennemskuelig, at den gjorde Karl til grin i hele Vesteuropa.

### Tabet af de sidste franske besiddelser og ydmygelsen af Navarra (1369–79)
Med genoptagelsen af krigen mellem Frankrig og England i 1369 så Karl nye muligheder for at øge sin magt i Frankrig. Han forlod Navarra og mødte Johan 5., hertug af Bretagne, i Nantes, hvor de blev enige om gensidigt at hjælpe hinanden, hvis den éne blev angrebet af Frankrig. Med udgangspunkt i Cherbourg, den største by i hvad der var tilbage af hans territorier i det nordlige Normandiet, sendte han derefter ambassadører til Karl 5. af Frankrig og Edvard 3. af England. Han tilbød at hjælpe den franske konge, hvis han ville genoprette hans tidligere territorier i Normandiet, anerkende hans krav til Burgund og tildele ham det lovede herredømme over Montpellier. Til den engelske konge tilbød han en alliance mod Frankrig, hvorved Edvard 3. kunne bruge hans territorier i Normandiet som base for at angribe franskmændene. Som ved tidligere lejligheder ønskede Karl ikke rigtig en engelsk hær på sine landområder, han ville bruge truslen om én, for at lægge pres på Karl 5. Men Karl 5. afviste hans krav direkte. Tilskyndet af Karl af Navarras tilbud sendte Edvard 3. en ekspeditionsstyrke under Sir Robert Knolles til Seinens udmunding i juli 1370. Han inviterede Karl til personligt at rejse til England, hvilket han gjorde samme måned. Karl af Navarra indledte hemmelige forhandlinger med Edvard 3. på Clarendon Palace, men forpligtede sig til meget lidt. Samtidig fortsatte han med at forhandle med Karl 5., der frygtede, at kongen af Navarra ville slutte sig til Knolles hær, der nu opererede i Nordfrankrig. Selvom Edvard 3. Godkendte et udkast til traktat med Navarra den 2. december 1370, blev det ikke sendt, efter ødelæggelsen af Knolles hær i slaget ved Pontvallain et par dage senere. I marts 1371 holdt Karl af Navarra, uden at der var andre muligheder tilbage, en række møder med Karl 5. og hyldede ham.
Efter at have opnået næsten intet efter disse handlinger vendte han tilbage til Navarra i begyndelsen af 1372. Han blev efterfølgende involveret i mindst to forsøg på at få Karl 5. forgiftet og opmuntrede forskellige sammensværgelser, udtænkt af andre, mod den franske konge. Han indledte derefter forhandlinger med Johan af Gent, der havde til hensigt at gøre sig til konge af Kastilien i kraft af sit ægteskab med Peter 1.'s datter Constance. Men i 1373 tvang Henrik af Trastámara, nu sikker som konge af Kastilien og sejrrig i krigen mod Englands allierede Portugal, Karl af Navarra til at acceptere en ægteskabsalliance, at overgive de omstridte grænsefæstninger, han havde holdt fast ved siden borgerkrig i Kastilien, og til at lukke hans grænser for enhver hær under Johan af Gent. Ikke desto mindre mødte Karl i marts 1374 Johan af Gent i Dax i Gascogne og accepterede at lade ham bruge Navarra som base for at invadere Castilla under forudsætning af, at han generobrede de byer, som Karl havde overgivet til Henrik. Johan af Gents pludselige beslutning kun få dage senere om at opgive sine planer og vende tilbage til England tog Karl som et personlig forræderi. For at formilde kongen af Kastilien aftalte han nu, at hans ældste søn, den fremtidige Karl 3. af Navarra, skulle giftes med Henrik af Trastámaras datter Leonora i maj 1375.
I 1377 foreslog han englænderne, at han ville vende tilbage til Normandiet og stille de havne og slotte, han stadig kontrollerede der, til deres rådighed for et fælles angreb på Frankrig. Han foreslog også, at hans datter skulle blive gift med den nye engelske konge, den unge Richard 2. Men truslen om et angreb fra Kastilien tvang Karl til at forblive i Navarra. I stedet sendte han sin ældste søn til Normandiet med et antal embedsmænd, inklusive sin kammerherre Jacques de Rue, som skulle forberede hans borge til at tage imod englænderne, samt en tjener, hvis mission var at liste sig ind i de kongelige køkkener i Paris og forgive kongen af Frankrig. I mellemtiden appellerede han påtrængende englænderne om at sende ham forstærkninger fra Gascogne for at hjælpe ham med at kæmpe mod hæren fra Kastlilien. Men i marts 1378 blev alle hans planer endeligt afsløret. På vej til Normandiet blev den navarriske delegation arresteret i Nemours. Udkastet til traktater og korrespondance med englænderne, der fandtes i deres bagage, sammen med Jacques de Rues tilståelser under forhør, var alt, hvad Karl 5. havde brug for for at sende en hær til det nordlige Normandiet for at erobre alle kongen af Navarras resterende domæner der (april – juni 1378). Det var kun Cherbourg, der holdt ud. Karl af Navarra bad englænderne om at sende ham forstærkninger dertil, men i stedet erobrede de byen til dem selv og forsvarede den mod franskmændene. Karls søn underkastede sig den franske konge og blev protégé under hertugen af Burgund, der kæmpede i de franske hære. Jacques de la Rue og andre fremtrædende navarriske embedsmænd i Frankrig blev henrettet.
Fra juni til juli 1378 invaderede Kastiliens hær under kommando af Johan af Trastámara Navarra og lagde landet øde. Karl 2. trak sig tilbage over Pyrenæerne til Saint-Jean-Pied-de-Port, og i oktober fandt han vej til Bordeaux for at bede om militær hjælp fra Sir John Neville, Gascognes løjtnant. Neville sendte en lille styrke til Navarra under ridderen Sir Thomas Trivet, men englænderne opnåede meget lidt i løbet af vinteren, og i februar meddelte Henrik af Trastámara, at hans søn ville invadere Navarra i foråret. Da han ikke havde nogen muligheder eller allierede, bad Karl 2 om våbenhvile, og ved Briones-traktaten den 31. marts 1379 accepterede han Henriks krav om, at han blev knyttet i evig militær alliance med Kastilien og Frankrig mod englænderne samt at overgive 20 fæstninger i det sydlige Navarra, herunder byen Tudela til kastilianske garnisoner.
Karl af Navarras bemærkelsesværdige upålidelige og luskede politiske karriere nærmede sig afslutningen. Han bevarede sin krone og sit land, men han var faktisk ydmyget af sine fjender, han havde mistet sine franske territorier, og hans pyrenæiske rige var blevet ødelagt og fattigt af krig. Selvom han fortsatte med at planlægge og endda at betragte sig selv som den retmæssige konge af Frankrig, var han i det væsentlige neutraliseret og afmægtig i de år, der var tilbage indtil hans grusomme død.

### Ægteskab og børn
Han giftede sig med Johanne af Frankrig, datter af kong Johan 2. af Frankrig. Han fik følgende børn med Johanne:
1. Marie (1360, Puente la Reina - efter 1400), gift i Tudela den 20. januar 1393 med Alfonso d'Aragona, hertug af Gandia (d. 1412)
2. Karl 3. af Navarra (1361–1425)
3. Bonne (1364 - efter 1389)
4. Peter, greve af Mortain (ca. 31. marts 1366, Évreux - ca. 29. juli 1412, Bourges[32]), gift i Alençon den 21. april 1411 med Katarina af Alençon (1380–1462), datter af Peter 2. af Alençon
5. Filip (f. 1368), d. ung
6. Johanne af Navarra (1370–1437), gift første gang med Johan 4., hertug af Bretagne, gift anden gang med Henrik 4. af England
7. Blanka (1372–1385, Olite)

### Død
Karl døde i Pamplona 54 år gammel. Hans rædselsvækkende død blev berømt over hele Europa, og blev ofte fremhævet af moralister, og nogle gange illustreret i illuminerede krøniker.  Der er flere versioner af historien, der varierer i detaljerne. Denne er fra Francis Blagdons engelske beretning fra 1803:
| “ | Karl den Onde, der var blevet så svækket af sygdom, at han ikke kunne bevæge sine lemmer, søgte råd hos sin læge der foreskrev, at han skulle rulles ind fra top til tå i et lærredsklæde vædet med brændevin, således at han kunne blive lukket helt inde i den næsten helt op til halsen som en sæk. Det var nat, da denne behandling skulle udføres. En af paladsets kvindelige tjenere, som havde fået til opgave at sy klædet, som patienten lå i, sammen, lavede en sædvanlig knude. Men da der stadig var en ende på tråden tilbage, skar hun den ikke af med en saks som normalt, men tyede til et lys, der med det samme satte ild til hele klædet. I skræk løb hun væk og efterlod kongen, der brændte ihjel i sit eget palads. | ” |

John Cassells moraliserende version fortæller:
| “ | Han var nu 60 år gammel og svækket af sygdom, forårsaget af hans lastefulde vaner. For at holde sig varm, havde hans doktor foreskrevet, at han skulle svøbes i linned vædet i vinsprit, og at hans seng skulle opvarmes af et fad med varme kul. Han havde nydt godt af denne særlige behandling i nogen tid uden problemer, men nu, mens han forøvede sine barbarisme mod sit kongeriges repræsentanter, tog ilden "ved Gud eller djævelens vilje", fortæller Froissart,[kilde mangler] "fat i hans lagen, og derfra i hans krop, omsvøbt som han var i et højst brandfarligt materiale." Han blev skrækkeligt forbrændt, men holdt sig i live i fjorten dage i de mest forfærdelige smerter. | ” |

## Slægtstræ
|                  |                  |                  |                  |                        |                        |                        |                        |                        |                        |                       |                       | Filip 3. af Frankrig  |                       |                     |                     |                              |                              |                              |                              |                              |                              |                    |                    |                      |                      |                      |                      |                      |                      |                      |                      |                      |                      |  |  |  |  |  |  |  |  |  |  |  |  |  |  |  |  |  |  |  |  |  |  |  |  |  |  |  |  |  |  |
|                  |                  |                  |                  |                        |                        |                        |                        |                        |                        |                       |                       |                       |                       |                     |                     |                              |                              |                              |                              |                              |                              |                    |                    |                      |                      |                      |                      |                      |                      |                      |                      |                      |                      |  |  |  |  |  |  |  |  |  |  |  |  |  |  |  |  |  |  |  |  |  |  |  |  |  |  |  |  |  |  |
|                  |                  |                  |                  |                        |                        |                        |                        |                        |                        |                       |                       |                       |                       |                     |                     |                              |                              |                              |                              |                              |                              |                    |                    |                      |                      |                      |                      |                      |                      |                      |                      |                      |                      |  |  |  |  |  |  |  |  |  |  |  |  |  |  |  |  |  |  |  |  |  |  |  |  |  |  |  |  |  |  |
| Ludvig af Évreux | Ludvig af Évreux | Ludvig af Évreux | Ludvig af Évreux | Ludvig af Évreux       | Ludvig af Évreux       |                        |                        | Filip 4. af Frankrig   | Filip 4. af Frankrig   | Filip 4. af Frankrig  | Filip 4. af Frankrig  | Filip 4. af Frankrig  | Filip 4. af Frankrig  |                     |                     | Robert 2., hertug af Burgund | Robert 2., hertug af Burgund | Robert 2., hertug af Burgund | Robert 2., hertug af Burgund | Robert 2., hertug af Burgund | Robert 2., hertug af Burgund |                    |                    |                      |                      |                      |                      | Karl af Valois       | Karl af Valois       | Karl af Valois       | Karl af Valois       | Karl af Valois       | Karl af Valois       |  |  |  |  |  |  |  |  |  |  |  |  |  |  |  |  |  |  |  |  |  |  |  |  |  |  |  |  |  |  |
| Ludvig af Évreux | Ludvig af Évreux | Ludvig af Évreux | Ludvig af Évreux | Ludvig af Évreux       | Ludvig af Évreux       |                        |                        | Filip 4. af Frankrig   | Filip 4. af Frankrig   | Filip 4. af Frankrig  | Filip 4. af Frankrig  | Filip 4. af Frankrig  | Filip 4. af Frankrig  |                     |                     | Robert 2., hertug af Burgund | Robert 2., hertug af Burgund | Robert 2., hertug af Burgund | Robert 2., hertug af Burgund | Robert 2., hertug af Burgund | Robert 2., hertug af Burgund |                    |                    |                      |                      |                      |                      | Karl af Valois       | Karl af Valois       | Karl af Valois       | Karl af Valois       | Karl af Valois       | Karl af Valois       |  |  |  |  |  |  |  |  |  |  |  |  |  |  |  |  |  |  |  |  |  |  |  |  |  |  |  |  |  |  |
|                  |                  |                  |                  |                        |                        |                        |                        |                        |                        |                       |                       |                       |                       |                     |                     |                              |                              |                              |                              |                              |                              |                    |                    |                      |                      |                      |                      |                      |                      |                      |                      |                      |                      |  |  |  |  |  |  |  |  |  |  |  |  |  |  |  |  |  |  |  |  |  |  |  |  |  |  |  |  |  |  |
|                  |                  |                  |                  |                        |                        |                        |                        |                        |                        |                       |                       |                       |                       |                     |                     |                              |                              |                              |                              |                              |                              |                    |                    |                      |                      |                      |                      |                      |                      |                      |                      |                      |                      |  |  |  |  |  |  |  |  |  |  |  |  |  |  |  |  |  |  |  |  |  |  |  |  |  |  |  |  |  |  |
|                  |                  |                  |                  |                        |                        |                        |                        |                        |                        |                       |                       |                       |                       |                     |                     |                              |                              |                              |                              |                              |                              |                    |                    |                      |                      |                      |                      |                      |                      |                      |                      |                      |                      |  |  |  |  |  |  |  |  |  |  |  |  |  |  |  |  |  |  |  |  |  |  |  |  |  |  |  |  |  |  |
|                  |                  |                  |                  | Ludvig 10. af Frankrig | Ludvig 10. af Frankrig | Ludvig 10. af Frankrig | Ludvig 10. af Frankrig | Ludvig 10. af Frankrig | Ludvig 10. af Frankrig |                       |                       | Margrete af Burgund   | Margrete af Burgund   | Margrete af Burgund | Margrete af Burgund | Margrete af Burgund          | Margrete af Burgund          |                              |                              | Johanne af Burgund           | Johanne af Burgund           | Johanne af Burgund | Johanne af Burgund | Johanne af Burgund   | Johanne af Burgund   |                      |                      | Filip 6. af Frankrig | Filip 6. af Frankrig | Filip 6. af Frankrig | Filip 6. af Frankrig | Filip 6. af Frankrig | Filip 6. af Frankrig |  |  |  |  |  |  |  |  |  |  |  |  |  |  |  |  |  |  |  |  |  |  |  |  |  |  |  |  |  |  |
|                  |                  |                  |                  | Ludvig 10. af Frankrig | Ludvig 10. af Frankrig | Ludvig 10. af Frankrig | Ludvig 10. af Frankrig | Ludvig 10. af Frankrig | Ludvig 10. af Frankrig |                       |                       | Margrete af Burgund   | Margrete af Burgund   | Margrete af Burgund | Margrete af Burgund | Margrete af Burgund          | Margrete af Burgund          |                              |                              | Johanne af Burgund           | Johanne af Burgund           | Johanne af Burgund | Johanne af Burgund | Johanne af Burgund   | Johanne af Burgund   |                      |                      | Filip 6. af Frankrig | Filip 6. af Frankrig | Filip 6. af Frankrig | Filip 6. af Frankrig | Filip 6. af Frankrig | Filip 6. af Frankrig |  |  |  |  |  |  |  |  |  |  |  |  |  |  |  |  |  |  |  |  |  |  |  |  |  |  |  |  |  |  |
|                  |                  |                  |                  |                        |                        |                        |                        |                        |                        |                       |                       |                       |                       |                     |                     |                              |                              |                              |                              |                              |                              |                    |                    |                      |                      |                      |                      |                      |                      |                      |                      |                      |                      |  |  |  |  |  |  |  |  |  |  |  |  |  |  |  |  |  |  |  |  |  |  |  |  |  |  |  |  |  |  |
| Filip af Évreux  | Filip af Évreux  | Filip af Évreux  | Filip af Évreux  | Filip af Évreux        | Filip af Évreux        |                        |                        | Johanne 2. af Navarre  | Johanne 2. af Navarre  | Johanne 2. af Navarre | Johanne 2. af Navarre | Johanne 2. af Navarre | Johanne 2. af Navarre |                     |                     | Isabella af Frankrig         | Isabella af Frankrig         | Isabella af Frankrig         | Isabella af Frankrig         | Isabella af Frankrig         | Isabella af Frankrig         |                    |                    | Johan 2. af Frankrig | Johan 2. af Frankrig | Johan 2. af Frankrig | Johan 2. af Frankrig | Johan 2. af Frankrig | Johan 2. af Frankrig |                      |                      |                      |                      |  |  |  |  |  |  |  |  |  |  |  |  |  |  |  |  |  |  |  |  |  |  |  |  |  |  |  |  |  |  |
| Filip af Évreux  | Filip af Évreux  | Filip af Évreux  | Filip af Évreux  | Filip af Évreux        | Filip af Évreux        |                        |                        | Johanne 2. af Navarre  | Johanne 2. af Navarre  | Johanne 2. af Navarre | Johanne 2. af Navarre | Johanne 2. af Navarre | Johanne 2. af Navarre |                     |                     | Isabella af Frankrig         | Isabella af Frankrig         | Isabella af Frankrig         | Isabella af Frankrig         | Isabella af Frankrig         | Isabella af Frankrig         |                    |                    | Johan 2. af Frankrig | Johan 2. af Frankrig | Johan 2. af Frankrig | Johan 2. af Frankrig | Johan 2. af Frankrig | Johan 2. af Frankrig |                      |                      |                      |                      |  |  |  |  |  |  |  |  |  |  |  |  |  |  |  |  |  |  |  |  |  |  |  |  |  |  |  |  |  |  |
|                  |                  |                  |                  |                        |                        |                        |                        |                        |                        |                       |                       |                       |                       |                     |                     |                              |                              |                              |                              |                              |                              |                    |                    |                      |                      |                      |                      |                      |                      |                      |                      |                      |                      |  |  |  |  |  |  |  |  |  |  |  |  |  |  |  |  |  |  |  |  |  |  |  |  |  |  |  |  |  |  |
|                  |                  |                  |                  | Karl 2. af Navarra     | Karl 2. af Navarra     | Karl 2. af Navarra     | Karl 2. af Navarra     | Karl 2. af Navarra     | Karl 2. af Navarra     |                       |                       |                       |                       |                     |                     | Edvard 3. af England         | Edvard 3. af England         | Edvard 3. af England         | Edvard 3. af England         | Edvard 3. af England         | Edvard 3. af England         |                    |                    |                      |                      |                      |                      |                      |                      |                      |                      |                      |                      |  |  |  |  |  |  |  |  |  |  |  |  |  |  |  |  |  |  |  |  |  |  |  |  |  |  |  |  |  |  |